# Nick Raider
Nick Raider es una historieta italiana policíaca inspirada en el género de la policía procesal, creada por Claudio Nizzi.
Fue publicada desde 1988 a 2005 por la casa Sergio Bonelli Editore, siendo su primera serie policíaca; tras el cierre de la serie regular, la If Edizioni publicó historias inéditas y la reedición de algunas de las antiguas aventuras.
Apareció por primera vez en Italia en junio de 1988 con el episodio titulado "La vittima senza nome".

## Argumento
Nick Raider es un detective del departamento de homicidios de Manhattan. En una Nueva York violenta y asfixiante, una "jungla de asfalto" dominada por el crimen y el caos, Nick debe enfrentarse a familias mafiosas, tríadas chinas, la yakuza, sectas secretas, narcotraficantes, terroristas, asesinos en serie, policías corruptos, etc.
La primera caracterización gráfica del personaje (realizada por Claudio Villa) estaba inspirada en el actor Ryan O'Neal por solicitud expresa de su creador Claudio Nizzi; sin embargo, con el paso del tiempo y las aportaciones de los otros dibujantes la aparencia de Nick se ha ido evolucionando gradualmente, presentando algunos rasgos de un joven Robert Mitchum. Lleva siempre una pistola metida en el cinturón, debajo de una chaqueta blanca impermeable.
En cuanto a su biografía, los abuelos italianos de Nick emigraron de un pueblo de los Apeninos toscanos y al llegar a Estados Unidos su verdadero apellido, Raidero, fue sustituido erróneamente por el supervisor de inmigración. La madre de Nick, en cambio, es de origen irlandés. El padre de Nick, John, también era un agente de policía; la buena relación con él se arruinó durante la adolescencia, cuando Nick le echó la culpa de los problemas de salud mental de la madre Liza y la crisis de matrimonio. Por eso Nick dejó su casa y volvió sólo después de su muerte. Sin embargo, con los años entendió mejor su figura paterna y empezó a verla de otro modo, con un renovado pero tardío cariño, así que decidió entrar a la policía como un tributo a su memoria. Durante la guerra de Vietnam se alistó en la policía militar y cuando volvió del frente empezó su carrera como agente de patrulla en el Bronx, junto a su mentor Abraham Reginald "Blackbear" King.

## Personajes
Los personajes principales de la comisaría de policía donde Nick trabaja son:
- Marvin Brown: compañero de trabajo de Nick, inspirado físicamente en el actor Eddie Murphy, un afroamericano de unos treinta años, de buen humor, muy hablador y exuberante, pero también fiable y eficiente durante las misiones;
- Arthur Rayan: teniente de policía y viejo amigo de familia de Nick, quien ha sido un punto de referencia para él durante su juventud complicada y sigue siendo un ejemplo para todos los agentes del distrito;
- Jimmy Garnet: rubio y tímido veinteañero experto en informática y archivos;
- Philip Vance: el capitán del distrito central, ejemplo clásico de burócrata oportunista, víctima de una mujer despótica y miedoso de las quejas de sus superiores y del alcalde, a menudo en conflicto con el más rebelde Nick;
- Mary Ford: valiente colega de Nick y su anterior lío, sigue enamorada de él;
- Ward Mulligan: sargento que trabaja en el vestíbulo de la comisaría, alegre, bonachón, gran contador de chistes y hombre de gran humanidad;
- D'Angelo: simpático agente de origen napolitano que heredó la pasión de su gente para el café, pero no el talento para hacerlo;
- Bowmann: teniente y jefe de los forenses;
- Doctor Blum: patólogo con sentido del humor negro.[7]

Otros personajes relevantes de la serie son:
- Violet Mcgraw: inteligente y hábil periodista del Herald, a medida que la serie avanza logra conquistar el corazón de Nick, inicialmente poco dispuesto a tener una relación seria, y se convierte en su novia;
- Alfie: un soplón afectado por enanismo que pasa el rato en los barrios bajos y resulta ser el mejor informador de Nick;
- Sarah Himmelman: antigua agente, debido a frecuentes conflictos con sus superiores deja la policía y empieza una carrera de investigadora privada, colaborando con Nick para resolver casos particularmente complicados;
- Max Random: importante funcionario de la FBI, que tal vez le confía misiones fuera de su jurisdicción en la más estricta condidencialidad;
- Brenda Stacy: muy atractiva agente de la FBI, parecida a Marilyn Monroe, ha trabajado junto a Nick en un par de misiones.[7]

## Autores

### De Sergio Bonelli Editore

#### Guionistas
Claudio Nizzi, Giancarlo Berardi, Marco Beretta, Maurizio Colombo, Gino D'Antonio, Ottavio De Angelis, Marco Del Freo, Tito Faraci, Giuseppe Ferrandino, Piero Fissore, Gianluigi Gonano (G. Anon), Gianfranco Manfredi, Michele Medda, Luigi Mignacco, Francesco Moretti, Alberto Ongaro (Alfredo Nogara), Stefano Piani, Renato Queirolo, Alessandro Russo, Claudia Salvatori, Alberto Setzu, Marcello Toninelli, Bepi Vigna, Massimo Vincenti.

#### Dibujantes
Federico Antinori, Marco Artioli, Giuseppe Barbati, Carlo Bellagamba (Giez), Stefano Biglia, Bruno Brindisi, Fabrizio Busticchi, Aldo Capitanio, Giancarlo Caracuzzo, Alberto Castiglioni, Raul y Gianluca Cestaro, Luigi Copello, Piero Dall'Agnol, Pasquale Del Vecchio, José Eduardo Caramuta, Eugenio Fiorentini, Marco Foderà, Giovanni Freghieri, Mario Jannì, Massimiliano Leonardo (Leomacs), Antonio Marinetti, Corrado Mastantuono, Enrico Massa, Mario Milano, Ivo Milazzo, Alessandro Nespolino, Laura Paesani, Goran Parlov, Fabio Pezzi, Claudio Piccoli, Luigi Pittaluga, Renato Polese, Bruno Ramella, Corrado Roi, Mario Rossi, Rossano Rossi, Giuseppe Sgattoni, Luigi Siniscalchi, Iginio Straffi, Ferdinando Tacconi, Giovanni Talami, Sergio Toppi, Rodolfo Torti, Gustavo Trigo, Frederic Volante.

### De If edizioni

#### Guionistas
Claudio Nizzi, Diego Cajelli, Alessandro Russo.

#### Dibujantes
Michele Benevento, Giancarlo Caracuzzo, Riccardo Chiereghin, Michela Da Sacco, Francesco Gallo, Marco Guerrieri, Enrico Massa, Daniele Statella.